# Шумов, Алексей Степанович
Шумов Алексей Степанович (1825 — 18 января 1861, Санкт-Петербург) — офицер Российского императорского флота, участник Крымской войны, Обороны Севастополя, Георгиевский кавалер, капитан-лейтенант.

## Биография
Алексей Степанович Шумов родился в 1825 году. Происходил из дворян Архангельской губернии.
15 марта 1834 года поступил кадетом в Морской кадетский корпус, в котором уже учились на старших курсах его братья Илья и Пётр. 10 января 1842 года Алексей был произведён в гардемарины. В 1842—1845 годах на линейных кораблях «Финланд», «Бородино», фрегатах «Александр Невский» и «Прозерпина» плавал в Финском заливе. 9 августа 1844 года произведён в мичманы. В 1846 году служил в отряде канонерских лодок, плавал между Петербургом и Кронштадтом. В 1847 году на линейном корабле «Иезекииль» перешёл из Архангельска в Кронштадта. В 1848 году на фрегате «Цесаревич» посетил Пруссию, Швецию и Данию. 6 декабря 1849 года получил чин лейтенанта. В 1850 и 1851 годах на корабле «Иезекииль» крейсировал в Балтийском море. В 1852 году на пароходе «Быстрый» ходил по портами Финского залива, после чего был переведён на Черноморский флот.

### Участие в Крымской войне
В 1853 году на линейном корабле «Ростислав» и бриге «Язон» крейсировал у восточного берега Чёрного моря. В 1854 году находился на севастопольском рейде.
С 13 октября 1854 года лейтенант 24-го флотского экипажа Шумов состоял в гарнизоне Севастополя на 1-м отделении оборонительной линии на 6-м бастионе. Сменил раненного капитан-лейтенанта Н. Ф. Гусакова в должности командира этого бастиона. За отличие при отражении бомбардировки города в октябре 1854 года награждён орденом Святого Владимира 4-й степени с бантом.
Во время Второй бомбардировки Севастополя с 28 марта по 8 апреля 1855 года неоднократно выигрывал артиллерийские дуэли у французов. 3 апреля был контужен в спину и голову, несмотря на это, остался командовать батареей. В представлении Походной Думы Георгиевских кавалеров на награждение Шумова орденом Святого Георгия 4-й степени было записано: «Во время бомбардирования с 5 октября 1854 г. и вторично с 28 марта находится безотлучно на своем месте. Личным примером хладнокровия и храбрости одушевляет прислугу у орудий. Неоднократно заставлял молчать сосредоточенные противу его неприятельские батареи, числом орудий вдвое сильнейшие, из коих некоторые на сутки и более прекращали огонь». Высочайшим указом от 11 мая 1855 года был награждён орденом Святого Георгия 4-й степени (№ 9600) «за подвиги примерной храбрости, оказываемой им при обороне Севастополя и в особенности при последнем десятидневном усиленном бомбардировании неприятелем сего города».
10 мая 1855 года Шумов по состоянию здоровья передал командование 6-м бастионом лейтенанту А. Т. Эльфсбергу, и далее активного участия в обороне Севастополя не принимал. 21 октября 1855 года ему было «разрешено носить, во всех случаях, вместо кивера фуражку».
После Крымской войны, с 1856 по 1858 год проходил службу при Кронштадтском порте. В 1859 году служил на винтовом фрегате «Генерал-адмирал», 6 сентября был произведен в капитан-лейтенанты, с 23 ноября того же года состоял по флоту в запасе.
Умер Алексей Степанович Шумов 6 января 1861 года в Санкт-Петербурге, похоронен на Митрофаньевском кладбище.

## Семья
- Брат — Илья (1819—1881) — морской офицер, русский шахматный мастер и шахматный композитор, действительный статский советник[5].
- брат — Пётр (1820—1883) — участник Крымской войны, вице-адмирал, комендант Кронштадта[2].
- брат — Николай (около 1830—1882) — майор по Адмиралтейству, чиновник особых поручений в Кораблестроительном департаменте[2].

## Память
Имя Алексея Степановича Шумова увековечено на мраморной плите в верхней церкви собора Святого Равноапостольного князя Владимира, где нанесены имена 72 офицеров Морского ведомства, кавалеров ордена Святого Георгия с доблестью защищавших Отечество в период Крымской войны 1853—1856 годов.